# Kyan Vaesen
Kyan Vaesen (Westerlo, 13 aprile 2001) è un calciatore belga, attaccante del Westerlo.

## Carriera

### Club
Cresciuto nel settore giovanile del Westerlo, ha esordito in prima squadra il 7 settembre 2019, in occasione dell'incontro di Tweede klasse vinto 2-0 contro il Beerschot VA. Dopo un breve prestito al Thes Sport, in terza divisione, al termine della stagione 2021-2022 ha contribuito al ritorno della squadra nella prima divisione belga dopo cinque anni di assenza. Il 24 luglio 2022 ha esordito in Pro League, disputando l'incontro vinto 2-0 contro il Cercle Bruges, mentre il 17 settembre successivo ha siglato la sua prima rete in campionato nella vittoria per 3-2 in trasferta contro lo Charleroi.

### Nazionale
Nel 2019 ha giocato tre incontri con la nazionale belga Under-19, validi per le qualificazioni agli Europei di categoria.
Nel 2023 ha segnato un gol in 2 presenze con la maglia della nazionale belga Under-21.

## Statistiche

### Presenze e reti nei club
Statistiche aggiornate al 5 marzo 2023.
| Stagione        | Squadra         | Campionato      | Campionato | Campionato | Coppe nazionali | Coppe nazionali | Coppe nazionali | Coppe continentali | Coppe continentali | Coppe continentali | Altre coppe | Altre coppe | Altre coppe | Totale | Totale |
| Stagione        | Squadra         | Comp            | Pres       | Reti       | Comp            | Pres            | Reti            | Comp               | Pres               | Reti               | Comp        | Pres        | Reti        | Pres   | Reti   |
| --------------- | --------------- | --------------- | ---------- | ---------- | --------------- | --------------- | --------------- | ------------------ | ------------------ | ------------------ | ----------- | ----------- | ----------- | ------ | ------ |
| 2019-2020       | Westerlo        | D2              | 6          | 0          | CB              | 3               | 0               |                    | -                  | -                  |             | -           | -           | 9      | 0      |
| 2020-feb. 2021  | Thes Sport      | D3              | 3          | 0          | CB              | 1               | 1               |                    | -                  | -                  |             | -           | -           | 4      | 1      |
| feb.-giu. 2021  | Westerlo        | D2              | 4          | 2          | CB              | 1               | 0               |                    | -                  | -                  |             | -           | -           | 5      | 2      |
| 2021-2022       | Westerlo        | D2              | 26         | 5          | CB              | 3               | 1               |                    | -                  | -                  |             | -           | -           | 29     | 6      |
| 2022-2023       | Westerlo        | D1              | 25         | 3          | CB              | 2               | 0               |                    | -                  | -                  |             | -           | -           | 27     | 3      |
| Totale Westerlo | Totale Westerlo | Totale Westerlo | 61         | 10         |                 | 9               | 1               |                    | -                  | -                  |             | -           | -           | 70     | 11     |
| Totale carriera | Totale carriera | Totale carriera | 64         | 10         |                 | 10              | 2               |                    | -                  | -                  |             | -           | -           | 74     | 12     |

## Palmarès

### Club

#### Competizioni nazionali
- Division 1B: 1

Westerlo: 2021-2022